# Кецалькоатліт
Кецалькоатліт — рідкісний мінерал, оксисіль телуру з формулою Zn6Cu3(TeO6)2(OH)6·AgxPbyClx+2y. Він також містить велику кількість хлориду срібла та свинцю(II) з формулою AgxPbyClx+2y (x+y≤2).
Твердість за Моосом 3, кристалізується в тригональній системі. Має глибокий синій колір. Мінерал назвали на честь Кетцалькоатля, бога моря ацтеків і тольтеків, натякаючи на його колір. Його не слід плутати з тлалокітом, який має схожий колір і габітус.

## Прояви
Кецалькоатліт вперше був виявлений у копальні Бамболліта (La Oriental), Моктесума, муніципалітет де Моктесума, Сонора, Мексика. Пізніше його також знайшли в іншій сусідній копальні Моктесума, а також у копальнях Аризони, Юти та Каліфорнії. Він зустрічається як рідкісний мінерал в окисненій зоні гідротермальних родовищ, що містять телур, і часто асоціюється з гесситом, галенітом, борнітом, церуситом, азуритом, хлораргіритом, тейнеїтом, кварцом, баритом, хінітом, дугганітом і золотом.